# Pampatemnus
Pampatemnus — вимерлий рід нотоунгулятів, що належав до родини Isotemnidae, який жив у період раннього та середнього еоцену Аргентини.

## Етимологія
Назва роду, Pampatemnus, складається з префікса Pampa-, слово кечуа, що означає «рівнина», і суфікса -temnus від грецького слова Τεμγυς, що означає «жолобок», суфікс, який зазвичай використовував Флорентіно Амегіно для назви родів Isotemnidae.

## Опис
Пампатемнус був виявлений у відслоненнях формації Лумбрера, еоценової геологічної формації, розташованої в департаменті Гуачіпас провінції Сальта. Було описано два види, віднесені до роду: Pampatemnus infernalis і Pampatemnus deuterus. Назва виду infernalis була дана на честь пекельного легіону, полку гаучо, який відіграв важливу роль у війнах за незалежність іспанської Америки, тоді як назва deuterus стосується порядку відкриття двох видів.